# إيرنست براون
إيرنست براون هو محامي وقاضي وسياسي أمريكي، ولد في 27 أبريل 1970. نشط حزبياً في الحزب الديمقراطي. وقد انتخب عضو مجلس نواب أركنساس ‏.